# 天主教太子港總教區
天主教太子港總教區（拉丁語：Archidioecesis Portus Principis）是海地一個羅馬天主教總教區，是該國兩個總教區之一。下轄四個教區。
總教區於1861年10月3日成立，2004年有教友2,500,000人，佔轄區總人口71.4%。教區下轄六十二個堂區，有277名司鐸。現任教區總主教為吉爾·普拉爾。